# Dia Internacional da Neutralidade
O Dia Internacional da Neutralidade é comemorado no dia 12 de dezembro e foi proclamado pela Organização das Nações Unidas (ONU), que ao fazê-lo pretende consciencializar para a importância que a neutralidade tem nas relações internacionais.  

## História
Este dia foi implementado pela Assembleia Geral das Nações Unidas no dia 3 de fevereiro de 2017 com a assinatura da Resolução 71/275.

## Objectivos
Ao proclamar a celebração deste dia, a ONU pretende consciencializar para a importância que a neutralidade tem nas relações internacionais, o que vai de encontro ao que é defendido no Artigo 2 da Carta da ONU, segundo o qual os Estados têm resolver os conflitos que possam surgir entre eles de forma pacífica.
Simultaneamente, reconhece a importância da diplomacia preventiva e do papel desempenhado por países neutros na prevenção de conflitos e negociação da paz em situações de tensão política.